# De La Salle Palmerston Football Club
Pour les articles homonymes, voir La Salle.
 De La Salle Palmerston RFC ou  DLSP  est un club de rugby irlandais basé dans la ville de Dublin, en Irlande qui évolue dans le championnat irlandais de Deuxième Division.
Le club est affilié à la fédération du Leinster et ses joueurs peuvent être sélectionnés pour l’équipe représentative de la région, Leinster Rugby.

## Histoire
Le club résulte de la fusion en 1985 de Palmerston FC (fondé en 1899) et de De La Salle RFC (fondé en 1965). C'est la première fusion de clubs de toute l'histoire du rugby irlandais.
Palmerston évoluait en vert, noir et blanc, De La Salle en bordeaux et blanc.
Il accède à la troisième division de la ligue nationale irlandaise en 1993, puis à la D2 en 1996 et enfin à la D1 en 1999. En 2002, il redescend en D2, niveau où il se trouve actuellement.

## Palmarès
- Leinster Club Senior Cup (0) :
  - Finaliste (4) : 1999, 2003, 2004, 2005